# Monika Kaserer
Monika Kaserer nació el 11 de mayo de 1952 en Neukirchen (Austria), es una esquiadora retirada que ganó 2 Medallas en el Campeonato del Mundo (2 de bronce), 1 Copa del Mundo en disciplina de Eslalon Gigante y 10 victorias en la Copa del Mundo de Esquí Alpino (con un total de 42 podiums).

## Resultados

### Juegos Olímpicos de Invierno
- 1972 en Sapporo, Japón
  - Eslalon: 7.ª
- 1976 en Innsbruck, Austria
  - Eslalon Gigante: 6.ª
  - Descenso: 9.ª

### Campeonatos Mundiales
- 1974 en St. Moritz, Suiza
  - Combinada: 3.ª
  - Descenso: 4.ª
  - Eslalon Gigante: 5.ª
  - Eslalon: 7.ª
- 1978 en Garmisch-Partenkirchen, Alemania
  - Eslalon: 3.ª

### Copa del Mundo

#### Clasificación general Copa del Mundo
- 1968-1969: 23.ª
- 1970-1971: 19.ª
- 1971-1972: 4.ª
- 1972-1973: 2.ª
- 1973-1974: 2.ª
- 1974-1975: 9.ª
- 1975-1976: 3.ª
- 1976-1977: 3.ª
- 1977-1978: 8.ª
- 1978-1979: 20.ª
- 1979-1980: 51.ª

#### Clasificación por disciplinas (Top-10)
- 1971-1972:
  - Eslalon Gigante: 2.ª
  - Eslalon: 7.ª
- 1972-1973:
  - Eslalon Gigante: 1.ª
  - Eslalon: 3.ª
  - Descenso: 8.ª
- 1973-1974:
  - Eslalon Gigante: 3.ª
  - Eslalon: 6.ª
  - Descenso: 10.ª
- 1974-1975:
  - Eslalon Gigante: 3.ª
  - Eslalon: 6.ª
- 1975-1976:
  - Eslalon Gigante: 2.ª
  - Combinada: 5.ª
  - Eslalon: 10.ª
- 1976-1977:
  - Eslalon Gigante: 2.ª
  - Eslalon: 4.ª
- 1977-1978:
  - Eslalon Gigante: 4.ª

#### Victorias en la Copa del Mundo (10)

##### Eslalon Gigante (8)
| Fecha                 | Lugar          |
| --------------------- | -------------- |
| 21 de enero de 1973   | Les Contamines |
| 11 de febrero de 1973 | Abetone        |
| 14 de enero de 1974   | Grindelwald    |
| 7 de marzo de 1974    | Vysoke Tatry   |
| 9 de enero de 1976    | Meiringen      |
| 19 de marzo de 1976   | Mt. St. Anne   |
| 29 de enero de 1977   | Megeve         |
| 27 de febrero de 1977 | Furano         |

##### Eslalon (1)
| Fecha               | Lugar       |
| ------------------- | ----------- |
| 17 de enero de 1973 | Grindelwald |

##### Eslalon Paralelo (1)
| Fecha               | Lugar       |
| ------------------- | ----------- |
| 24 de marzo de 1975 | Val Gardena |